# Nödbrottslighet
Nödbrottslighet är sådan brottslighet som kommer av svåra sociala förhållanden som tvingar folk att stjäla för att överleva. I Sverige under 1800-talet och början av 1900-talet bestod nödbrottsligheten av mat, ved, kläder, verktyg och husgeråd. I och med att sociala reformer började genomföras och en positiv ekonomisk utveckling tog vid började människor lyftas ur fattigdom och nödbrottsligheten minskade.
Nödbrottsligheten kom att ersättas av en annan typ av brottslighet från 1950-talet, så kallad välfärdskriminalitet och överflödskriminalitet. Stölderna är inte längre för att överleva utan saker som man vill ha.